# Only You Can
Only You Can is een nummer uit 1975 van de popgroep Fox. Geschreven door Kenny Young, oprichter van de groep, was het de debuutsingle van de band en verscheen het later op hun debuutalbum Fox. Oorspronkelijk uitgebracht als "Only You" in de zomer van 1974, werd een heruitgave van de single, met de nieuwe titel "Only You Can", in maart 1975 een nummer 3-hit in de UK Singles Chart, die uiteindelijk 11 weken in de hitlijst bleef staan.
Het nummer werd lovend ontvangen door critici en vestigde Fox' muzikale handelsmerk: de ingetogen en ongewone stem van leadzanger Noosha, door Dave Thompson van AllMusic omschreven als een "exotisch geaccentueerd gespin". Ian Canty, die in 2017 voor Louder Than War schreef, beschreef het nummer als "vreemd en verslavend", terwijl Thompson van AllMusic "Only You Can" en het vervolg "Imagine Me, Imagine You" omschreef als "twee van de meest betoverende Britse hits van 1974-1975".